# Таras Bulba (phim 2009)
Таras Bulba (tiếng Nga: Тарас Бульба) là một bộ phim lịch sử của đạo diễn Vladimir Bortko, ra mắt lần đầu năm 2009. Phim công chiếu từ 2 tháng 4 năm 2009, một ngày sau kỷ niệm 200 năm ngày sinh Gogol, có sự tham gia của UNESCO. Từ 2.4 đến 9.5 theo thống kê các rạp trong khối SNG, thu hút 3.737.647 lượt người xem (không kể các rạp ở Ukraina). Phim cũng đoạt một số giải. Tuy nhiên phim cũng chịu sự chỉ trích đến từ Ukraina, Israel.

## Lịch sử
Truyện phim dựa theo tiểu thuyết cùng tên của nhà văn Nikolai Gogol.

## Diễn viên
- Vladimir Vdovichenkov... Ostap
- Mikhail Boyarsky... Moisei Shilo
- Vladimir Ilyin... Kurennoy
- Boris Khmelnitsky... "Bộ Râu"
- Liubomiras Lauciavicius... Công tước Ba Lan
- Magdalena Mielcarz... Elzhbeta
- Daniel Olbrychski... Krasnevsky
- Igor Petrenko... Andrey
- Ada Rogovtseva... vợ Taras Bulba
- Bogdan Stupka... Taras Bulba
- Michal Zurawski